# Квинихидзе, Ольга Владимировна
Ольга Владимировна Квинихидзе (Квинихидзе-Запорожец; 22 июня [4 июля] 1899, Витебск — 14 ноября 1996, Москва) — советский скульптор. Соавтор памятника Дмитрию Прянишникову в Москве.

## Биография
Родилась 22 июня (4 июля) 1899 года в Витебске в семье офицера, участника русско-японской войны Владимира Георгиевича Квинихидзе. Детство и юность провела в городе Богуславе Киевской губернии. Там её мать Мария Александровна Квинихидзе в 1914 году организовала женскую гимназию и заведовала ей до 1920 года. В этой гимназии училась и Ольга Квинихидзе.
После Октябрьской революции служила в Киевском уездном ревкоме вплоть до прихода поляков в мае 1920 года. С сентября 1920 по июль 1921 работала в Политпросвете Киевского наробраза. В 1918 году поступила на биологический факультет Киевского университета, но из-за болезни оставила учёбу, решив затем стать скульптором. С 1922 по 1924 год (с перерывом на время болезни) работала в мастерской скульптора В. В. Климова в Киеве. В 1923 году в Киеве впервые приняла участие в художественной выставке. Летом 1924 года один месяц работала в Москве в мастерской скульптора Б. В. Лаврова. В 1925—1930 годах училась в московском Вхутемасе-Вхутеине у В. И. Мухиной, И. С. Ефимова, И. М. Чайкова и В. А. Фаворского. Её дипломом был проект памятника красноармейцам (руководитель В. И. Мухина). В 1931 году О. В. Квинихидзе вошла в состав Центрального совета Ассоциации художников революции.
В 1934 году у О. В. Квинихидзе была в Москве небольшая студия. Там она вместе со скульпторами Н. Г. Зеленской и Н. К. Вентцель лепила с натуры (натурщиков предоставлял МОСХ). По воспоминаниям Н. К. Вентцель, это были своего рода курсы повышения квалификации молодых скульпторов. Руководителем трёх женщин-скульпторов была В. И. Мухина. Она приезжала в студию 1—2 раза в неделю, оценивала работы и давала замечания.
Не позднее 1925 года вышла замуж за агрохимика Антона Кузьмича Запорожца (1894—1941). В 1920-х годах он работал в сахарной промышленности. В 1931 году ему предложили организовать и возглавить Всесоюзный научно-исследовательский институт удобрений, агрохимии и агропочвоведения (ныне ВНИИУА им. Д. Н. Прянишникова). С первых дней в работе института принимали активное участие основоположник советской научной школы в агрономической химии академик Д. Н. Прянишников, учёные Д. А. Сабинин, О. К. Кедров-Зихман, И. Г. Дикусар и другие. После того как в 1936 году А. К. Запорожца арестовали, Д. Н. Прянишников оказывал О. В. Квинихидзе поддержку и пытался добиться освобождения её мужа, но безрезультатно (А. К. Запорожец был расстрелян в 1941 году). После смерти Д. Н. Прянишникова скульптор работала над его памятником, который был установлен в 1973 году на территории Сельскохозяйственной академии имени К. А. Тимирязева.
Вторым мужем Ольги Квинихидзе стал московский художник Николай Николаевич Волков (1897—1974). Он был автором её портрета «Грузинка Квинихидзе». Портреты Квинихидзе также исполнили В. А. Андреев (гипс, 1941), Г. И. Мотовилов (гипс, 1945) и Р. Н. Барто (бумага, сухая кисть, масло, 1954, Чувашский ГХМ).
Ольга Квинихидзе состояла в Союзе художников СССР. Жила в Москве. Работала в станковой, монументальной, мемориальной и монументально-декоративной скульптуре, в скульптуре малых форм и в керамике. В 1948 году её работы экспонировались на выставке в Париже. Произведения находятся в собраниях Государственного Русского музея, Государственной Третьяковской галереи и других музеев России.
Умерла 14 ноября 1996 года в Москве.

## Работы
Портреты
- «Девушка» (дерево, 1923)[1]
- «Вовка» (гипс тонированый, 1932)[1]

Памятник Д. Н. Прянишникову

- Дрессировщик В. Л. Дуров («В. Л. Дуров со зверями»; фарфор, 1933, ГРМ)[1]
- «Тунгус» (гипс тонированый, 1933, ГТГ)[4]
- В. В. Маяковский (барельеф — гипс, 1937)[1]
- Государственный и партийный деятель А. А. Андреев (гипс, 1937, ГМИ Узбекистана)[1]
- Герои Советского Союза — летчицы В. С Гризодубова, П. Д. Осипенко и М. М. Раскова (групповой барельеф — гипс, 1938)[1]
- Генерал-майор И. А. Плиев (гипс тонированый, 1941—1942)[1]
- Молодогвардеец У. М. Громова (гипс тонированый, 1944, Саратовский ХМ)[1]
- «Испанский боец» (гипс тонированный, 1939)[1]
- Санитарка В. Сурова (гипс тонированный, 1941)[1]
- Герой Социалистического Труда председатель колхоза В. В. Джабец (гипс тонированный, 1948, Симферопольский ХМ)[1]
- Герой Социалистического Труда колхозница Д. С. Такидзе (гипс тонированный, 1950, Чувашский ГХМ)[1]
- Академик Д. Н. Прянишников (бронза, 1954, Музей землеведения МГУ; мрамор, 1962; медаль — золото, 1966)[1]
- Академик Г. М. Кржижановский (гипс тонированный, 1956—1957, Музей современной истории России; бронза, 1977)[1]
- Академик В. И. Петрянов-Соколов (гипс тонированный, 1966)[1]
- Заслуженный деятель искусств РСФСР Н. Н. Волков (гипс тонированный — 1957; 1974)[1]
- Скульптор Х. Н. Аскар-Сарыджа (гипс тонированный, 1974)[1]

Композиции
- «Рабочий» (рельеф, 1923)[2]
- «Посыл собаки на пост» (1929—1932)[11]
- «Купание коней» (барельеф — цемент, 1936, бассейн Дома Красной армии в Минске)[1][12]
- «Выход с поля боя» (трёхфигурная — гипс тонированный, 1943, ЦВММ)[1]
- «Раненый эвенк» (гипс тонированный, 1943, ЦВММ)[2]
- «Эвакопункт» (барельеф — гипс тонированный, 1943, ЦВММ)[1]
- «Берута—весна» (гипс тонированный, 1957)[1]
- «Утро яхтсменов» («Парусный спорт»; панно — керамика, соли, 1963, совместно с Н. Н. Волковым)[1]
- «Раздумье» (гранит, 1968)[1]
- «Пионеры-следопыты» (гипс тонированный, 1970)[1]
- «Солдат» (бетон, 1979)[1]

Памятники
- Д. Н. Прянишникову (бронза, гранит, 1973, совместно с Г. А. Шульцем, Москва; диплом АХ СССР, 1973)[1]
- Заслуженному артисту РСФСР С. А. Ценину («Музыка» — мрамор, 1982, Москва)[1]
- Альпинистам, погибшим в 1981 году (цемент, 1983, ледник Ватера на Памире)[4]

Надгробия
- Н. Н. Волкова (1977, Кузьминское кладбище, Москва)[4]
- Д. А. Сабинина (Геленджик)[13]

Монументально-декоративные работы
- «Физкультурница с мячом» (цемент, 1936, Москва)[1]
- «Восстание 1905 года» (цемент, 1938, в составе бригады Г. И. Мотовилова, на фасаде архива НКВД, Москва, Большая Пироговская улица, 17)[2]
- «Изобилие» (цемент, 1939, совместно с Н. К. Вентцель, на фасаде жилого дома, Москва, Ленинский проспект, 22)[14][2]
- «Урожай» (цемент, 1946, Ялта)[1]
- «Дети с вазой» (композиция для фонтанов, цемент, 1946—1954)[1]
- «Девочка с рыбкой» (фигура для фонтана, 1947)[15]
- Оформление станции метро «Проспект Мира» (под руководством Г. И. Мотовилова, 1952)[2]
- Оформление Волго-Донского канала (под руководством Г. И. Мотовилова, 1952)[2]
- «Муза» (цемент, 1954, на фронтоне Татарского театра оперы и балета, Казань)[1]